# Henry Martin
Henry Martin (18 de fevereiro de 1781 - 16 de outubro de 1812) foi um sacerdote anglicano e missionário na Índia e Pérsia.
Nascido em Truro, Cornualha, ele foi educado na escola primária de Truro e no St John's College, Cambrígia. Uma chance de encontro com Charles Simeon o levou a se tornar um missionário. Ele foi ordenado um sacerdote na Igreja da Inglaterra e se tornou um capelão da Companhia Britânica das Índias Ocidentais.
Martyn chegou à índia em abril de 1806, onde ele pregava e ocupava a si mesmo no estudo de linguística. Ele traduziu o Novo Testamento inteiro em Urdu, Persa e Judaico-Pérsico. Ele traduziu também os Salmos ao Persa e o Livro de Oração Comum ao Urdu. Da índia, ele partiu para Bushire, Shiraz, Isfahan, e Tabriz.
Martyn tinha aproveitado a febre, e, embora a praga estivesse no auge em Tocate, ele foi forçado a parar ali, incapaz de continuar. Em 16 de outubro de 1812, ele morreu. Ele foi lembrado por sua coragem, abnegação e sua devoção religiosa. Em partes da Comunhão Anglicana ele é celebrado com um Festival Menor em 19 de outubro.

## Vida pregressa
Martyn nasceu em Truro, Cornwall, em 18 de fevereiro de 1781. Seu pai, John Martyn, era um "capitão" ou agente de minas em Gwennap. Quando menino, ele foi educado na escola secundária de Truro com o Dr. Cardew e entrou no St John's College, Cambridge, no outono de 1797, e foi o Senior Wrangler e o primeiro Prêmio Smith em 1801. Em 1802, ele foi escolhido como fellow de sua faculdade.
Ele pretendia cursar a Ordem dos Advogados, mas no semestre de outubro de 1802 ouviu Charles Simeon falando sobre o bem feito na Índia por um único missionário, William Carey, e algum tempo depois leu a vida de David Brainerd, um missionário entre os nativos americanos. Ele resolveu, portanto, tornar-se missionário. Em 22 de outubro de 1803, foi ordenado diácono em Ely, e depois padre, e serviu como cura de Simeon na Igreja da Santíssima Trindade, em Cambridge, assumindo a paróquia de Lolworth, em Cambridgeshire.

## Trabalho missionário
Martyn queria oferecer seus serviços à Church Missionary Society, quando um desastre financeiro na Cornualha privou ele e sua irmã solteira da renda que seu pai havia deixado para eles. Era necessário que Martyn ganhasse uma renda que sustentasse aos dois. Ele, portanto, obteve uma capelania na Companhia Britânica das Índias Orientais e partiu para a Índia em 5 de julho de 1805. Em sua viagem ao Oriente, Martyn por acaso estava presente na conquista britânica da Colônia do Cabo em 8 de janeiro de 1806. Ele passou aquele dia cuidando dos soldados moribundos e ficou angustiado ao ver os horrores da guerra. Ele voltaria sentindo que era o destino da Grã-Bretanha converter, não colonizar, o mundo.
Martyn chegou à Índia em abril de 1806 e, por alguns meses, ficou estacionado em Aldeen, perto de Serampur. Em outubro de 1806, ele seguiu para Dinapur, onde logo pôde conduzir o culto entre os moradores locais na língua vernácula e estabeleceu escolas. Em abril de 1809, ele foi transferido para Cawnpore, onde pregou para britânicos e indianos em seu próprio complexo, apesar das interrupções e ameaças de não-cristãos locais.
Ele se ocupou com estudos linguísticos e, durante sua residência em Dinapur, já havia se dedicado à revisão das páginas de sua versão hindustani do Novo Testamento. Agora, ele traduzia todo o Novo Testamento também para o urdu e para o persa duas vezes. Seu trabalho para a Bíblia persa incluía a tradução dos Salmos para o persa, dos Evangelhos para o judaico-persa e do Livro de Oração Comum para o urdu, apesar da saúde debilitada e do "orgulho, pedantismo e fúria de seu principal munshi Sabat". Ordenado pelos médicos a fazer uma viagem marítima, ele obteve permissão para ir à Pérsia e corrigir seu Novo Testamento persa. De lá, ele queria ir para a Arábia e lá compor uma versão árabe. Em 1º de outubro de 1810, tendo visto seu trabalho em Cawnpore recompensado no dia anterior pela inauguração de uma igreja, ele partiu para Calcutá, de onde navegou em 7 de janeiro de 1811 para Bombaim. O navio chegou ao porto no seu trigésimo aniversário.
De Bombaim, ele partiu para Bushire, levando cartas de Sir John Malcolm para homens de posição lá, como também em Shiraz e Isfahan. Depois de uma jornada exaustiva da costa, ele chegou a Shiraz e logo mergulhou em discussões com disputantes de todas as classes, "sufis, muçulmanos, judeus e judeus muçulmanos, até mesmo armênios, todos ansiosos para testar seus poderes de argumentação com o primeiro padre inglês que os visitou." Em seguida, ele viajou para Tabriz para tentar presentear o Xá com sua tradução do Novo Testamento, que não teve sucesso. Sir Gore Ouseley, o embaixador britânico do Xá, não conseguiu marcar uma reunião, mas entregou o manuscrito. Embora Martyn não pudesse apresentar a Bíblia pessoalmente, o Xá mais tarde lhe escreveu uma carta, agradecendo a tradução.
Nessa época, ele foi acometido de febre e, após uma recuperação temporária, teve que buscar uma mudança de clima. Ele partiu para Constantinopla, onde pretendia retornar de licença à Inglaterra para recuperar suas forças e recrutar ajuda para as missões na Índia. Em 12 de setembro de 1812, ele partiu com dois servos armênios e cruzou o rio Aras. Instados de um lugar para outro por seu guia tártaro, eles cavalgaram de Tabriz a Erivan, de Erivan a Kars e de Kars a Erzurum. Eles partiram de Erzurum e, embora a peste estivesse devastando Tokat, ele foi forçado a parar lá, incapaz de continuar. Ele escreveu sua última entrada no diário em 6 de outubro.
Em 16 de outubro de 1812, ele morreu e recebeu um enterro cristão do clero armênio.

## Legado
Sua dedicação às suas tarefas lhe rendeu muita admiração na Grã-Bretanha e ele foi o herói de várias publicações literárias.
Uma instituição foi estabelecida em seu nome na Índia, chamada Instituto Henry Martyn: Um Centro Inter-religioso para Reconciliação e Pesquisa, Hyderabad, Índia. John McManners escreveu em sua Oxford Illustrated History of Christianity que Martyn era um homem lembrado por sua coragem, altruísmo e devoção religiosa. Henry Martyn é homenageado na Igreja da Inglaterra e na Igreja Episcopal em 19 de outubro.

Em 1881, no centenário do nascimento de Martyn, foi criado um fundo em seu nome com o propósito de construir um salão para uma biblioteca e um local para palestras públicas sobre missões. A Biblioteca Henry Martyn foi inaugurada no Salão em 1898, e lá permaneceu como uma pequena coleção de biografias missionárias e outros livros até 1995. A evolução da Biblioteca Henry Martyn para o atual Centro Henry Martyn começou em 1992, quando o Cônego Graham Kings foi nomeado o primeiro Professor Henry Martyn em Missiologia na Federação Teológica de Cambridge. Em 2014, o Centro Henry Martyn foi renomeado para Centro Cambridge para o Cristianismo Mundial.